# Московска суђења
Московска суђења је низ суђења у Совјетском Савезу оркестрирана од стране Јосифа Стаљина за време Велике чистке 1936-1938. Жртве су већина преживелих старих бољшевика, као и руководство совјетске тајне полиције. После Стаљинове смрти и 20. партијског конгреса када је Никита Хрушчов својим чувеним Тајним говором у коме је одбацио „култ личности“, који је окруживао Стаљина, Московска суђења су данас универзално признат као шоу суђења у којима су пресуде унапред познате, а затим јавно оправдане коришћење изнуђене исповести, добијене тортуром и претњама породицама оптужених.
Сврха суђења био је да се елиминишу сви потенцијални политички претенденти на Стаљинову власт, посебно стари бољшевици. Већина оптужених су били оптужени на основу члана 58. Кривичног законика РСФСР са заверу са западним силама да се изврши атентат на Стаљина и друге совјетске лидере, разбије Совјетски Савез, и врати капитализам.